# Cerkiew św. Michała Archanioła w Wierzbicy
Cerkiew św. Michała Archanioła w Wierzbicy – nieistniejąca cerkiew prawosławna z 2. połowy XIX wieku w Wierzbicy.
Wzniesiono ją w 1887 roku, obok dzwonnic wybudowanych w XIX w. Cerkiew opuszczono w 1945 roku i zamieniono na magazyn. Wieże zburzono w 1952 roku. Cerkiew zawaliła się w 1992 roku. Resztki materiału użyto do rekonstrukcji cerkwi w Korczminie.